# Raiffeisen Bank International
Raiffeisen Bank International A.G. (RBI) é um grupo bancário austríaco, sendo uma instituição central do Raiffeisen Banking Group Austria (RBG). O banco central está listado na Bolsa de Valores de Viena, e os bancos regionais da RBG foram os principais acionistas do banco central, por meio de um acordo de acionistas.
O Raiffeisen Bank International era uma subsidiária do Raiffeisen Zentralbank Österreich (RZB Group). Em 2017, o Raiffeisen Bank International fez uma fusão reversa com sua controladora, Raiffeisen Zentralbank Österreich.
Devido ao seu tamanho, o Raiffeisen Bank International foi supervisionado diretamente pelo Banco Central Europeu (como um dos 126 grupos bancários).

## História
Filial do Raiffeisen Zentralbank Österreich, o Raiffeisen Bank International opera uma rede bancária na Europa Central e Oriental. Dezessete mercados são cobertos por bancos subsidiários, empresas de leasing e escritórios de representação. No final de 2010, o RBI atendeu a mais de quatorze milhões de clientes através de aproximadamente três mil filiais. No final de fevereiro de 2010, o CEO da RZB, Walter Rothensteiner, anunciou que uma possível fusão da RZB com o Raiffeisen International Bank-Holding AG (RI) estava sendo considerada. Essa medida abriria um acesso mais amplo aos mercados de capitais, dinheiro e títulos. Como todas essas mudanças ocorreriam dentro do grupo, isso não teria impacto nos índices de capital próprio. O recém-criado Raiffeisen Bank International AG conteria o RI e as partes do RZB que não envolvem negócios com o setor de Raiffeisen. Os negócios relacionados à função da RZB como instituição central do Raiffeisen Banking Group e as participações relevantes para esse setor permaneceriam na RZB. Em 19 de abril de 2010, os conselhos executivos das duas instituições resolveram apresentar uma proposta sobre essa fusão aos acionistas para aprovação. Na assembléia geral de acionistas em 7 de julho de 2010, os acionistas da RZB votaram a cisão dos negócios de clientes comerciais do banco e as participações relacionadas da RZB e a fusão com o RI. No dia seguinte, os acionistas do RI aprovaram essa fusão em uma assembleia geral. A instituição recém-criada, Raiffeisen Bank International AG, iniciou suas atividades em 11 de outubro de 2010.
Em 2016, o Raiffeisen Banka d.d. da Eslovênia (renomeado para KBS Banka, mas fundido com outro banco para se tornar Nova KBM) foi vendido à Apollo Global Management e ao Banco Europeu de Reconstrução e Desenvolvimento.
Em 18 de março de 2017, o Raiffeisen Bank International fundiu-se com o Raiffeisen Zentralbank Österreich; a fusão foi aprovada pela assembleia geral extraordinária dos acionistas da RBI em janeiro de 2017. Em meados de 2017, o banco suspendeu a oferta pública inicial de sua subsidiária Raiffeisen Bank Polska.

## Filiais
Em 2015, a filial de Xiamen e o escritório de representantes em Harbin, ambos na China, foram encerrados. Em 2013, o Raiffeisen Bank International abriu sua filial em Hong Kong.